# Линкольн (округ, Висконсин)
Округ Линкольн (англ. Lincoln County) располагается в США, штате Висконсин. По состоянию на 2010 год, численность населения составляла 28 867 человек. Был образован в 1874 году, получил своё название по имени шестнадцатого президента США Авраама Линкольна.

## География
По данным Бюро переписи США, общая площадь округа равняется 2349 км², из которых 2277 км² суша и 73 км² или 3,1 % это водоёмы.

### Соседние округа
- Онайда (Висконсин) — север
- Ланглейд (Висконсин) — восток
- Маратон (Висконсин) — юг
- Тейлор (Висконсин) — запад
- Прайс (Висконсин) — северо-запад

## Демография
По данным переписи населения 2000 года в округе проживает 29 641 жителей в составе 11 721 домашних хозяйств и 8 228 семей. Плотность населения составляет 13 человек на км². На территории округа насчитывается 14 681 жилых строений, при плотности застройки 6 строений на км². Расовый состав населения: белые — 97,76 %, афроамериканцы — 0,41 %, коренные американцы (индейцы) — 0,44 %, азиаты — 0,39 %, гавайцы — 0,03 %, представители других рас — 0,29 %, представители двух или более рас — 0,68 %. 55,9 % населения округа имеют немецкое происхождение, 5,7 % — польское, 5,3 % — норвежское. Англоязычные составляют 96,9 % населения, германоязычные — 1,3 %, испаноязычные составляли 1,20 % населения.
В составе 31,40 % из общего числа домашних хозяйств проживают дети в возрасте до 18 лет, 58,40 % домашних хозяйств представляют собой супружеские пары проживающие вместе, 8,10 % домашних хозяйств представляют собой одиноких женщин без супруга, 29,80 % домашних хозяйств не имеют отношения к семьям , 25,50 % домашних хозяйств состоят из одного человека, 12,10 % домашних хозяйств состоят из престарелых (65 лет и старше), проживающих в одиночестве. Средний размер домашнего хозяйства составляет 2,46 человека, и средний размер семьи 2,94 человека.
Возрастной состав округа: 25,40 % моложе 18 лет, 6,90 % от 18 до 24, 28,00 % от 25 до 44, 23,30 % от 45 до 64 и 16,40 % от 65 и старше. Средний возраст жителя округа 37 лет. На каждые 100 женщин приходится 99,90 мужчин. На каждые 100 женщин старше 18 лет приходится 95,10 мужчин.